# Cantón de Saint-Geniez-d'Olt
El cantón de Saint-Geniez-d'Olt era una división administrativa francesa, que estaba situada en el departamento de Aveyron y la región de Mediodía-Pirineos.

## Composición
El cantón estaba formado por seis comunas:
- Aurelle-Verlac
- Pierrefiche
- Pomayrols
- Prades-d'Aubrac
- Sainte-Eulalie-d'Olt
- Saint-Geniez-d'Olt

## Supresión del cantón de Saint-Geniez-d'Olt
En aplicación del Decreto nº 2014-205 de 21 de febrero de 2014, el cantón de Saint-Geniez-d'Olt fue suprimido el 22 de marzo de 2015 y sus 6 comunas pasaron a formar parte del nuevo cantón de Lot y Palanges.